# Corpus Iuris Civilis
El Corpus Iuris Civilis, Codex Iustinianus o Codi de Justinià és el nom de tres grans compilacions legals romanes d'Orient instituïdes per Justinià I
El febrer del 528, poc després que Justinià I es convertís en emperador el 527, va decidir que el sistema legal i l'educació jurídica de l'imperi necessitava reparació i va nomenar una comissió de dotze persones per compilar les lleis imperials en un Corpus Iuris Civilis, presidida per Tribonià i amb paper important per Teòfil de Constantinoble mestre de lleis a Constantinoble. Hi havia tres còdexs de lleis imperials i altres lleis individuals, moltes de les quals entraven en conflicte o estaven desfasades. El Codi Gregorià i el Codi Hermogenià eren compilacions no oficials, mentre que el Codi Teodosià va ser la compilació oficial ordenada per Teodosi II.
La reforma legal es va concretar en el Codex Constitutionum amb les Novellae, el Digest, que havia de ser utilitzat per estudiants de dret avançats, i els Institutes, havien de ser un llibre de text per als nous estudiants. Junts van formar un cos legal dividit en cinc volums: tres per al Digest (Digestum Vetus, Infortiatum, i Digestum Novum), un per als nou llibres del Codex Repetitae Praelectionis, i el cinquè per als Institutes, el Liber Authenticorum o Novellae, i els tres darrers llibres del Codi.
Posteriorment la divisió en cinc volums va desaparèixer substituïda per quatre: un per als Institutes, un per al Digest, un per al Codi, i un per a les Novellae. El nom Corpus Juris Civilis no li fou donat per Justinià i apareix al segle xii i no fou usat de manera habitual fins al segle xvii. Algunes edicions van incloure a més a més, tretze edictes de Justinià, cinc constitucions de Justí I el Jove, algunes de Tiberi II, algunes lleis noves de Flavi Valeri Lleó, Zenó i d'altres emperadors, sota el nom de Imperatoriae Constitutiones.